# Cristian Popovici
Cristian Popovici (n. 31 decembrie 1969, România) este un antrenor român de fotbal. El antrenează în prezent Aerostar Bacău, club din Liga a II-a.

## Cariera de antrenor
Și-a început cariera de antrenor în 2010, la FC Botoșani, unde a stat un an. În perioada 2011-2012, a antrenat mai multe echipe de Liga a II-a, ca SC Bacău, Dinamo II București și FCM Bacău.

### FC Botoșani
A antrenat echipa Botoșani din 2010 până în 2011, aici și-a și început cariera de antrenor. În septembrie 2012, Cristi Popovici a revenit pe banca tehnică a Botoșaniului. Cea mai mare realizare a lui Popovici ca antrenor al FC Botoșani a fost promovarea în Liga I, pentru prima dată în istoria acestui club.